# Olympische Sommerspiele 1984/Teilnehmer (Österreich)
| Gelbes Symbol für Goldmedaillen mit stilisierten Olympischen Ringen | Graues Symbol für Silbermedaillen mit stilisierten Olympischen Ringen | Braundes Symbol für Bronzemedaillen mit stilisierten Olympischen Ringen |
| ------------------------------------------------------------------- | --------------------------------------------------------------------- | ----------------------------------------------------------------------- |
| 1                                                                   | 1                                                                     | 1                                                                       |

Österreich nahm an den Olympischen Sommerspielen 1984 in Los Angeles mit einer Delegation von 102 Sportlern teil, davon 71 Männer und 31 Frauen. Fahnenträger bei der Eröffnungsfeier war der Segler Hubert Raudaschl.

## Medaillen
Österreich konnte in Los Angeles drei Medaillen gewinnen: Judoka Peter Seisenbacher gewann Gold im Mittelgewicht der Herren, sein Kollege Josef „Pepi“ Reiter gewann zuvor Bronze im Halbleichtgewicht. Es waren die ersten österreichischen Medaillenerfolge im Judo. Komplettiert wurde der Medaillensatz durch eine Silbermedaille, die Andreas Kronthaler im Schießen mit dem Luftgewehr gewann.

## Teilnehmer nach Sportart

### Bogenschießen
- Ursula Valenta
Damen, Einzel: 32. Platz

### Boxen
- Konrad König
Herren, Weltergewicht: 17. Platz
- Olaf Mayer
Herren, Superschwergewicht: 9. Platz

### Fechten
- Robert Blaschka
Herren, Florett, Einzel: 13. Platz
Herren, Florett, Mannschaft: 4. Platz
- Hans Brandstätter
Herren, Säbel, Einzel: 20. Platz
- Dieter Kotlowski
Herren, Florett, Mannschaft: 4. Platz
- Hannes Lembacher
Herren, Degen, Einzel: 35. Platz
- Georg Loisel
Herren, Florett, Mannschaft: 4. Platz
- Georg Somloi
Herren, Florett, Einzel: 29. Platz
Herren, Florett, Mannschaft: 4. Platz
- Arno Strohmeyer
Herren, Degen, Einzel: 26. Platz
- Joachim Wendt
Herren, Florett, Einzel: 17. Platz
Herren, Florett, Mannschaft: 4. Platz

### Gewichtheben
- Gregor Bialowas
Herren, Leichtgewicht: 11. Platz
- Roman Kainz
Herren, Mittelgewicht: Finale (Aufgabe)
- Stefan Laggner
Herren, Superschwergewicht: disqualifiziert
- Franz Langthaler
Herren, 1. Schwergewicht: 6. Platz
- Erich Seidl
Herren, Mittelschwergewicht: Finale
- Josef Span
Herren, Mittelschwergewicht. 9. Platz

### Handball
Damen
- Milena Foltýnová-Gschiessl
- Gabriele Gebauer
- Karin Hillinger
- Ulrike Huber
- Martina Neubauer
- Gudrun Neunteufel
- Ulrike Popp
- Karin Prokop
- Vesna Radović
- Maria Sykora
- Sylvia Steinbauer
- Monika Unger
- Susanne Unger
- Elisabeth Zehetner
- Teresa Zielewicz
  - 6. Platz

### Judo
- Thomas Haasmann
Herren, Halbmittelgewicht: 20. Platz
- Robert Köstenberger
Herren, Halbschwergewicht: 13. Platz
- Pepi Reiter
Herren, Halbleichtgewicht: Bronzemedaille
- Peter Seisenbacher
Herren, Mittelgewicht: Goldmedaille

### Kanu (Rennen)
- Werner Bachmayer & Wolfgang Hartl
Herren, Zweier-Kajak, 500 m: 9. Platz
Herren, Zweier-Kajak, 1000 m: Halbfinale

### Leichtathletik
- Thomas Futterknecht
Herren, 400 m Hürden: Vorläufe
- Gerhard Hartmann
Herren, Marathon: DNF
- Hans Lindner
Herren, Hammerwurf: 12. Platz (Qualifikation)
- Martin Toporek
Herren, 20 km Gehen: 29. Platz
- Erwin Weitzl
Herren, Kugelstoßen: 13. Platz (Qualifikation)
- Georg Werthner
Herren, Zehnkampf: 9. Platz

### Moderner Fünfkampf
- Michael Billwein
Herren, Einzel: 32. Platz
Herren, Mannschaft: 17. Platz
- Ingo Peirits
Herren, Einzel: 51. Platz
Herren, Mannschaft: 17. Platz
- Horst Stocker
Herren, Einzel: 52. Platz
Herren, Mannschaft: 17. Platz

### Radsport

#### Bahn
- Karl Krenauer
Herren, 4000 m Einzelverfolgung: 24. Platz (Qualifikation)
- Paul Popp
Herren, 1000 m Zeitfahren: 21. Platz
Herren, Punkterennen: Vorrunde
- Kurt Zellhofer
Herren, Punkterennen: Vorrunde

#### Straße
- Hilde Dobiasch
Damen, Straßenrennen, Einzel: 38. Platz
- Johanna Hack
Damen, Straßenrennen, Einzel: 26. Platz
- Karl Krenauer
Herren, 100 km Mannschaftszeitfahren: 11. Platz
- Hans Lienhart
Herren, 100 km Mannschaftszeitfahren: 11. Platz
- Peter Muckenhuber
Herren, 100 km Mannschaftszeitfahren: 11. Platz
- Paul Popp
Herren, Straßenrennen, Einzel: DNF
- Johann Traxler
Herren, Straßenrennen, Einzel: 49. Platz
- Helmut Wechselberger
Herren, Straßenrennen, Einzel: 15. Platz
Herren, 100 km Mannschaftszeitfahren: 11. Platz
- Kurt Zellhofer
Herren, Straßenrennen, Einzel: 34. Platz

### Reiten
- Peter Ebinger
Dressur, Einzel: 29. Platz
Dressur, Mannschaft: 9. Platz
- Hugo Simon
Springen, Einzel: 22. Platz
- Sissy Max-Theurer
Dressur, Einzel: 11. Platz
Dressur, Mannschaft: 9. Platz
- Christa Winkel
Dressur, Einzel: 31. Platz
Dressur, Mannschaft: 9. Platz

### Ringen
- Günter Busarello
Herren, Mittelgewicht, Freistil: Vorrunde
- Edwin Lins
Herren, Halbschwergewicht, Freistil: Vorrunde
- Georg Marchl
Herren, Mittelgewicht, griechisch-römisch: Vorrunde
- Franz Marx
Herren, Halbschwergewicht, griechisch-römisch: 8. Platz
- Herbert Nigsch
Herren, Federgewicht, griechisch-römisch: Vorrunde
- Franz Pitschmann
Herren, Schwergewicht, griechisch-römisch: 5. Platz
- Dietmar Streitler
Herren, Leichtgewicht, griechisch-römisch: 5. Platz

### Rudern
- Inge Niedermayer & Vera Sommerbauer

Damen, Doppelzweier: 7. Platz
- Astrid Unger
Damen, Einer: 9. Platz
- Wilfried Auerbach & Thomas Linemayr
Herren, Doppelzweier: 7. Platz
- Raimund Haberl
Herren, Einer: 8. Platz

### Schießen
- Karin Bauer
Damen, Luftpistole 10 m: 18. Platz
Damen, Kleinkaliber Dreistellungskampf 50 Meter: 15. Platz
- Martin Burkert
Offene Klassen, Skeet: 26. Platz
- Lothar Heinrich
Herren, Kleinkaliber Dreistellungskampf 50 Meter: 22. Platz
Herren, Kleinkaliber liegend 50 Meter: 25. Platz
- Gerhard Krimbacher
Herren, Luftgewehr 10 m: 28. Platz
Herren, Kleinkaliber Dreistellungskampf 50 Meter: 26. Platz
- Andreas Kronthaler
Herren, Luftgewehr 10 m: Silbermedaille
- Gerhard Petritsch
Herren, Schnellfeuerpistole 25 Meter: 11. Platz
- Ludwig Puser
Offene Klassen, Trap: 14. Platz
- Vinzenz Schweighofer
Herren, Freie Pistole 50 Meter: 11. Platz
- Gudrun Sinnhuber
Damen, Luftgewehr 10 m: 11. Platz
- Nicky Szapáry
Offene Klassen, Skeet: 13. Platz

### Schwimmen
- Monika Bayer
Damen, 400 m Lagen: 17. Platz
- Thomas Böhm
Herren, 100 m Brust: 13. Platz
Herren, 200 m Brust: 14. Platz
- Eva-Maria Edinger
Synchronschwimmen, Einzel: Vorrunde
Synchronschwimmen, Doppel: 10. Platz
- Sonja Hausladen
Damen, 100 m Schmetterling: 15. Platz
Damen, 200 m Schmetterling: 7. Platz
Damen, 400 m Lagen: 13. Platz
- Alexander Pilhatsch
Herren, 100 m Freistil: 25. Platz
- Gerhard Prohaska
Herren, 100 m Brust: 30. Platz
Herren, 200 m Brust: 30. Platz
- Brigitte Wanderer
Damen, 100 m Schmetterling: 23. Platz
Damen, 200 m Schmetterling: 23. Platz
Damen, 200 m Lagen: 20. Platz
- Alexandra Worisch
Synchronschwimmen, Einzel: 10. Platz
Synchronschwimmen, Doppel: 10. Platz

### Segeln
- Björn Eybl
Herren, Windsurfen: 11. Platz
- Michael Farthofer, Christian Holler & Richard Holler
Offene Klassen, Soling: 15. Platz
- Karl Ferstl & Hubert Raudaschl
Offene Klassen, Star: 5. Platz
- Gerhard Panuschka & Manfred Panuschka
Herren, Flying Dutchman: 24. Platz
- Norbert Petschel & Walter Schlagbauer
Offene Klassen, Tornado: 12. Platz

### Wasserspringen
- Nicole Kreil
Damen, Kunstspringen: 21. Platz (Qualifikation)
Damen, Turmspringen: 20. Platz (Qualifikation)